# Ciclismo nos Jogos Pan-Americanos de 2011 - Perseguição por equipes masculino
A competição de perseguição por equipes masculino foi um dos eventos do ciclismo de pista nos Jogos Pan-Americanos de 2011 em Guadalajara. Foi disputada no Velódromo Pan-Americano no dia 17 de outubro.

## Calendário
Horário local (UTC-6).
| Data          | Horário | Fase         |
| ------------- | ------- | ------------ |
| 17 de outubro | 10:00   | Qualificação |
| 17 de outubro | 16:00   | Final        |

## Medalhistas
|  | COL Colômbia                                               |  | CHI Chile                                                               |  | ARG Argentina                                                   |
|  | Juan Esteban Arango Edwin Ávila Arles Castro Weimar Roldán |  | Antonio Cabrera Gonzalo Miranda Pablo Seisdedos Luis Fernando Sepúlveda |  | Maximiliano Almada Marcos Crespo Walter Pérez Eduardo Sepúlveda |

## Resultados

### Qualificação
| Pos. | Ciclistas                                                               | País          | Tempo    | Obs. |
| ---- | ----------------------------------------------------------------------- | ------------- | -------- | ---- |
| 1    | Juan Esteban Arango Edwin Ávila Arles Castro Weimar Roldán              | COL Colômbia  | 4:00.126 | Q,   |
| 2    | Antonio Cabrera Gonzalo Miranda Pablo Seisdedos Luis Fernando Sepulveda | CHI Chile     | 4:03.882 | Q    |
| 3    | Maximiliano Almada Marcos Crespo Walter Pérez Eduardo Sepúlveda         | ARG Argentina | 4:08.887 | q    |
| 4    | Juan Aldapa Edibaldo Maldonado Cristian Medina Diego Yepez              | MEX México    | 4:12.402 | q    |
| 5    | Robert Britton Jean‐Michel Lachance Rémi Pelletier Jacob Schwingboth    | CAN Canadá    | 4:14.389 |      |
| 6    | Armando Camargo Filho Robson Dias Tiago Nardin Luiz Carlos Tavares      | BRA Brasil    | 4:14.634 |      |
| 7    | Yans Arias Rubén Companioni Leandro Marcos Pedro Sibila                 | CUB Cuba      | 4:15.824 |      |
| 8    | Bayron Guama Segundo Navarrete Carlos Quishpe José Ragonessi            | ECU Equador   | 4:21.800 |      |

### Final
| Pos.                           | Ciclistas                                                               | País          | Tempo    |
| ------------------------------ | ----------------------------------------------------------------------- | ------------- | -------- |
| Corrida pela medalha de ouro   |                                                                         |               |          |
| Medalha de ouro                | Juan Esteban Arango Edwin Ávila Arles Castro Weimar Roldán              | COL Colômbia  | 3:59.236 |
| Medalha de prata               | Antonio Cabrera Gonzalo Miranda Pablo Seisdedos Luis Fernando Sepulveda | CHI Chile     | OVL      |
| Corrida pela medalha de bronze |                                                                         |               |          |
| Medalha de bronze              | Maximiliano Almada Marcos Crespo Walter Pérez Eduardo Sepúlveda         | ARG Argentina |          |
| 4                              | Juan Aldapa Edibaldo Maldonado Cristian Medina Diego Yepez              | MEX México    | OVL      |

Legenda
| Recorde mundial                  | Recorde mundial (World record)               |                       | Recorde africano                      | Recorde africano (African) |                                           | Q | Classificado por posição (Qualified) |
| Recorde dos Jogos Pan-Americanos | Recorde pan-americano (Pan-American record)  | Recorde da América    | Recorde da América (Americas)         | q                          | Classificado por melhor tempo (Qualified) |   |                                      |
| Melhor marca do ano              | Melhor marca do ano (World leading)          | Recorde asiático      | Recorde asiático (Asian)              | DNS                        | Não largou (Did not start)                |   |                                      |
| Recorde nacional                 | Recorde nacional (National record)           | Recorde europeu       | Recorde europeu (European)            | DNF                        | Não terminou (Did not finish)             |   |                                      |
| Recorde pessoal                  | Recorde pessoal do atleta (Personal best)    | Recorde da Oceania    | Recorde da Oceania (Oceania)          | DSQ / DQ                   | Desclassificado (Disqualified)            |   |                                      |
| Recorde da temporada             | Recorde da temporada do atleta (Season best) | Recorde sul-americano | Recorde sul-americano (South America) | NM                         | Sem marca (No mark)                       |   |                                      |